# Casa Guidi
Casa Guidi è una casa museo di Firenze, situata in zona Oltrarno, tra piazza San Felice 8, via Maggio e via Mazzetta 6r-8r-10r. Nell'appartamento al piano nobile della casa vissero la poetessa inglese Elizabeth Barrett Browning con suo marito Robert Browning e il figlio Pen tra il 1847 ed il 1861.
Il palazzo appare nell'elenco redatto nel 1901 dalla Direzione Generale delle Antichità e Belle Arti, quale edificio monumentale da considerare patrimonio artistico nazionale.

## Storia

### Origini e unificazione

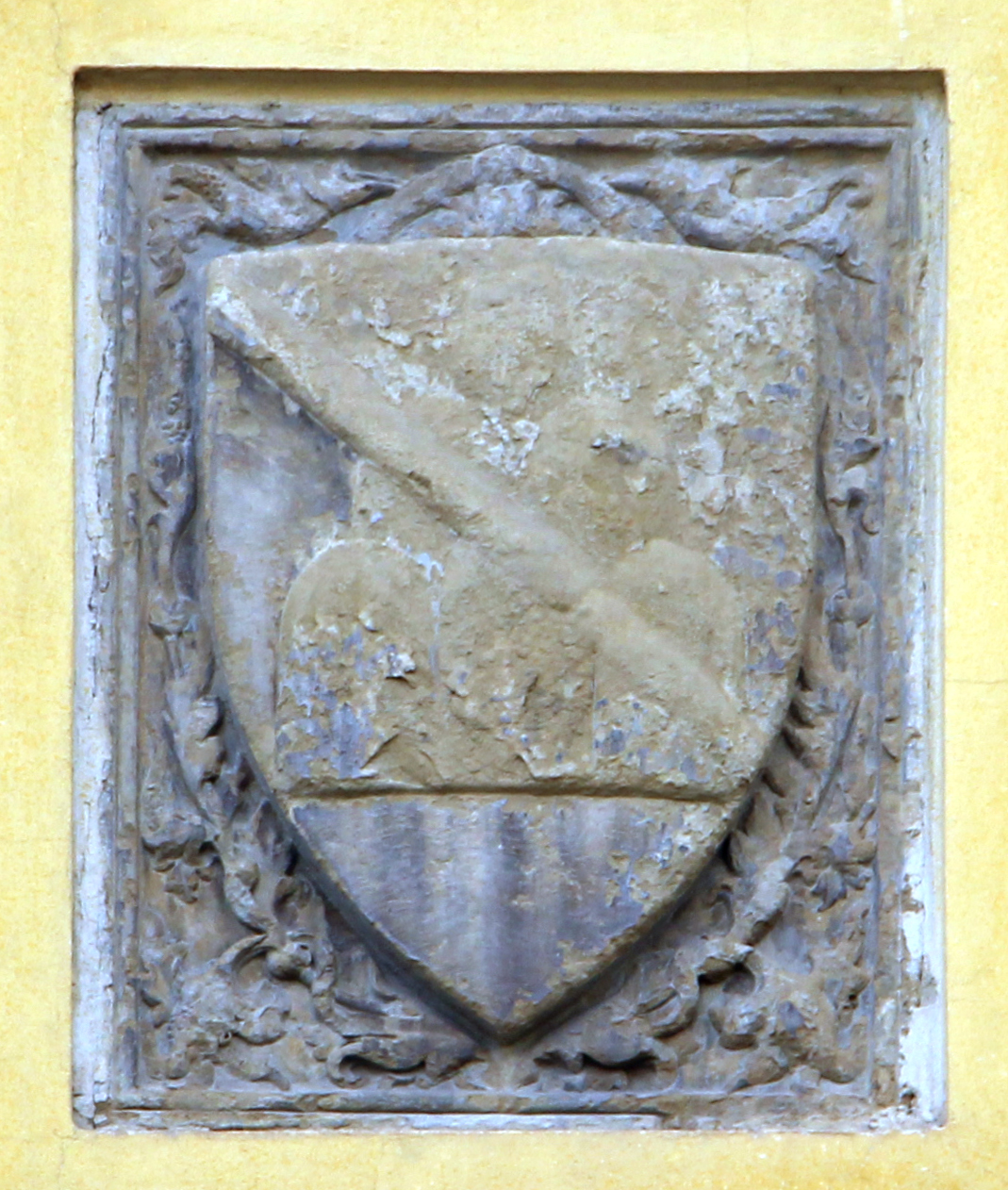
Stemma Ridolfi sulla facciata

L'attuale edificio risulta eretto nel XV secolo per la famiglia Ridolfi, che già dal secolo precedente aveva scelto come luogo di residenza il popolo di San Felice in Piazza, tanto da aver acquisito l'appellativo di Ridolfi di Piazza. Nel secolo successivo, a seguito della Congiura dei Pucci (1575) che aveva coinvolto anche alcuni membri di questa famiglia, la proprietà fu confiscata da Cosimo I de' Medici che la donò alla Commenda dell'Ordine dei cavalieri di Santo Stefano, da lui istituto. In seguito il palazzo venne acquistato da un ammiraglio dello stesso Ordine, Jacopo Guidi di Volterra e, nel 1650, dall'ammiraglio Camillo Guidi. Dato che altri membri della famiglia Guidi erano già proprietari dal 1618 dell'edificio confinante, in angolo con via Mazzetta, gli spazi delle due fabbriche vennero progressivamente messi in comunicazione con loro, a formare un'unica proprietà che comunque continuò a recare memoria sulle facciate della diversa origine. 
Questa casa, posta a creare un acuto sprone tra via Mazzetta e via Maggio a guardare piazza di San Felice, risulta edificata negli anni cinquanta del Quattrocento dalla famiglia Ridolfi di Piazza, nel luogo dove questa già possedeva quattro piccole case allineate su via Mazzetta. Nel 1618, come già accennato, il conte Camillo Guidi di Volterra, Segretario di Stato dei Medici, la acquistò da Lorenzo Ridolfi. 
Nel corso dei decenni successivi la comune proprietà spinse a vari lavori di riorganizzazione degli spazi interni, fino a determinare nel corso del Settecento una sostanziale perdita (se non nei fronti stradali) delle originali spartizioni.

### Il tempo dei Browning
Ai primi degli anni quaranta dell'Ottocento, poi, gli spazi del piano nobile di ambedue i palazzi furono trasformati in modo da ricavarne due appartamenti, che quindi si svilupparono senza soluzione di continuità negli ambienti dei due edifici. 
Poco dopo questi lavori, nel 1847, uno di questi appartamenti, già arredato, fu affittato inizialmente per tre mesi da Robert Browning e da sua moglie, la poetessa inglese Elizabeth Barrett Browning. Un anno dopo, in maggio, la coppia affittò di nuovo la stessa dimora per un periodo più lungo, però senza arredi, dedicandosi così alla decorazione delle stanze. Elizabeth e Robert vissero il loro idillio a Firenze, che allora contava ben un quarto di residenti stranieri nella popolazione, sposandosi segretamente per via dell'opposizione del padre di lei e ispirando il mito romantico di una città solare e libera rispetto alle opprimenti ipocrisie e pruderie della società inglese dell'epoca vittoriana. Il loro figlio Pen nacque qui nel 1849 e crebbe nella casa, studiando pianoforte sullo strumento che ancora è presente nella camera da letto. Anche se i Browning si spostavano spesso in Inghilterra, a Parigi, a Roma, a Siena, la loro dimora principale fu questa fino alla scomparsa di Elizabeth nel 1861, anno in cui Robert lasciò la casa e si trasferì a Venezia, dove morì nel 1889.
Altri appartamenti del palazzo sono documentati come occupati dalla scrittrice inglese Anna Brownell Jameson tra il 1857 e il 1858, e dallo scultore americano Thomas Ball dal 1865.

### Conservazione e restauri

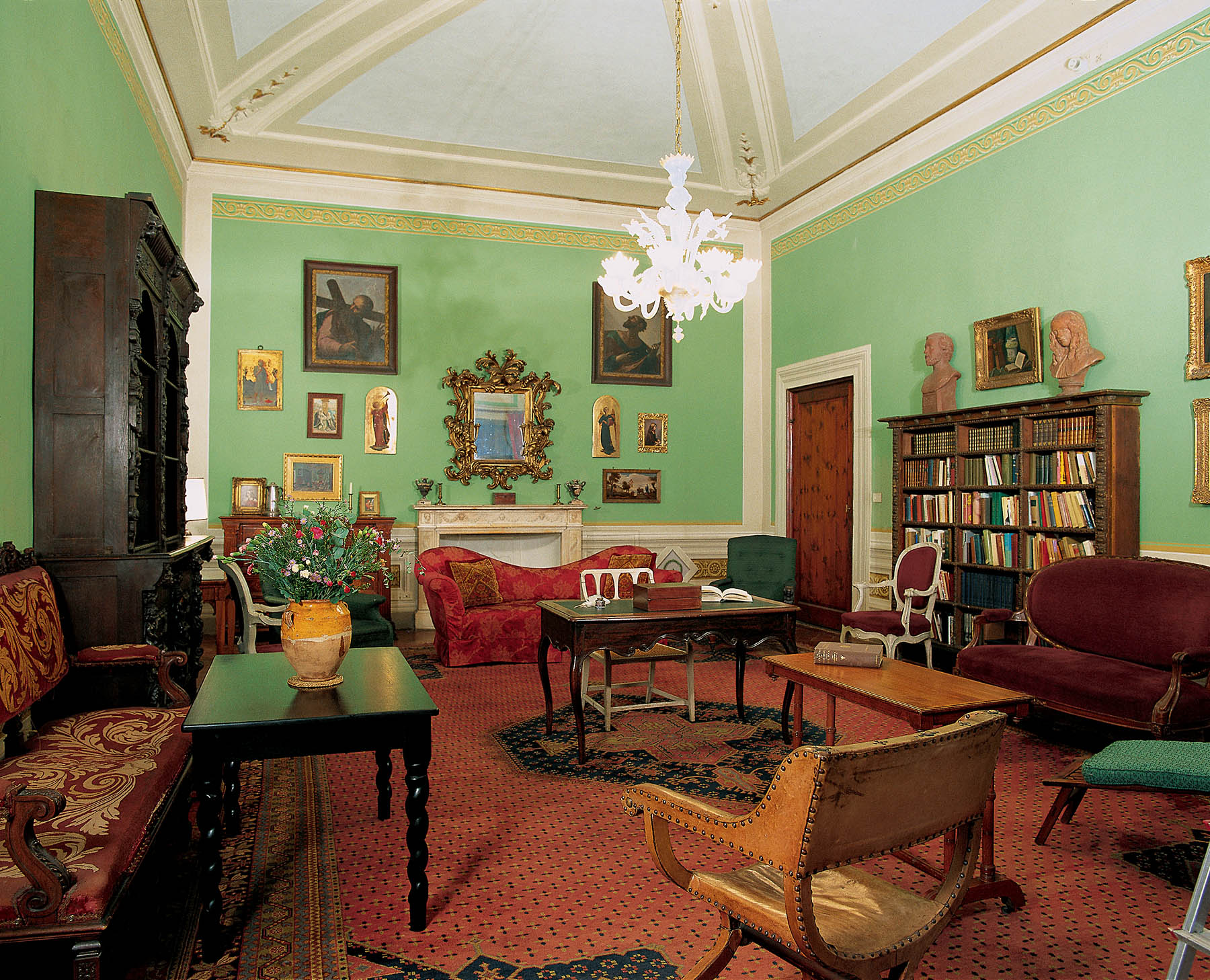
Il salotto di Casa Guidi

Pen Browning acquistò la casa nel 1893, con il progetto di farne un luogo di memoria e un monumento all'arte dei genitori. Per quanto questo primo progetto fallisse con la morte di Pen nel 1912, la fama dei Browning, il fatto che la casa fosse diventata un punto di riferimento per la comunità inglese presente a Firenze nell'Ottocento, oltre che protagonista di vari scritti di Elizabeth (dal balcone di via Mazzetta la poetessa assistette alle manifestazioni del 1847 e al rientro degli Asburgo Lorena nel 1848, come narrato nel poema Casa Guidi Windows), furono comunque alla base dell'istituzione nella casa di un museo di Casa Guidi, grazie all'acquisto dell'appartamento da parte della Browning Foundation di New York, nel 1971. 
L'edificio è stato interessato da un intervento di restauro tra il 1962 e il 1963, condotto su progetto del geometra Fulvio Giachi, con rifacimento degli intonaci e integrazione degli elementi in pietra forte (intervento premiato dalla Fondazione Giulio Marchi nel 1967). 
Sulla base di descrizioni e fotografie d'epoca (tra cui un catalogo degli arredi datato 1913) gli spazi sono stati restaurati e quindi, passato al college di Eton nel 1993, nuovamente arredati anche con la ricollocazione di pezzi originali (cioè presenti nella casa dei Browning, o comunque appartenenti a questa famiglia o a quella dei Barrett), a ricreare l'atmosfera di quegli anni. 
Dal 1995 l'appartamento è gestito congiuntamente dall'Eton College, dal Landmark Trust e dal Browning Institute che, con la collaborazione dei Friends of Casa Guidi, ne consentono con regolarità l'apertura al pubblico.

## Descrizione
Sulla facciata dell'edificio (ridisegnata nel corso dell'Ottocento e organizzata su quattro piani per sette assi) sono ai lati due scudi nei quali è ancora leggibile, nonostante l'erosione della pietra, l'arme dei Ridolfi (d'azzurro, al monte di sei cime d'oro e alla banda diminuita attraversante di rosso). Sopra il portone è una memoria dettata da Niccolò Tommaseo e posta dal Comune di Firenze nel 1861, in ricordo della poetessa che "fece del suo verso aureo anello fra Italia e Inghilterra". 
| QUI SCRISSE E MORÌ ELIZABETH BARRETT BROWNING CHE IN CUORE DI DONNA CONCILIAVA SCIENZA DI DOTTO E SPIRITO DI POETA E FECE DEL SUO VERSO AUREO ANELLO FRA ITALIA E INGHILTERRA PONE QUESTA MEMORIA FIRENZE GRATA 1861 |

Il piano terra presenta dal lato che guarda la piazza un notevole paramento a bozze di pietra che giunge a identificare la cantonata, mentre dal lato che guarda a via Mazzetta tutto il fronte è intonacato. Al primo piano si dispongono sulla fascia marcadavanzale quattro finestre ad arco, sempre incorniciate da rustiche bozze di pietra. Sulla cantonata, all'altezza del primo piano, è quanto resta di uno scudo già recante l'arme dei Ridolfi.
Sul fronte secondario di via Mazzetta è presente un corpo in aggetto su mensole in pietra, che proseguono a sostenere un lungo balcone. Le architravi a mensola della finestra e della porta sono affini a quelle dell'altro edificio dei Guidi verso la cantonata, e appaiono databili alla seconda metà del Seicento.  Qui si trova un'altra memoria bilingue, in inglese e in italiano, datata 1916, che riporta un breve brano da Casa Guidi Windows della poetessa Elizabeth Barrett Browning. 
| I HEARD LAST NIGHT A LITTLE CHILD GO SINGING 'NEATH CASA GUID WINDOWS, BY THE CHURCH, O BELLA LIBERTÀ, O BELLA!...... E.B. BROWNING, "CASA GUIDI WINDOWS" PARTE I. 1-3 HO UDITO IERSERA UN FANCIULLINO CHE CANTAVA, PASSAN- DO SOTTO LE FINESTRE DI CASA GUIDI, LUNGO LA CHIESA, O BELLA LIBERTÀ, O BELLA!...... "FINESTRE DI CASA GUIDI" PARTE I. 1-3 PER DELIBERAZIONE DEL COMUNE M C M X V I |

### Interno
Nell'androne si segnala una copia in bronzo del busto di Robert Browning, eseguito dallo scultore amico di famiglia William Wetmore Story. Sotto vi è una lapide:
| O WORLD AS GOD HAS MADE IT ALL IS BEAUTY AND KNOWING THIS IS LOVE AND LOVE IS DUTY WHAT FURTHER MAY BE SOUGHT FOR THE GUARDIAN ANGEL |

La traduzione è: «O mondo, come Dio l'ha creato, tutto è bellezza, e saperlo è amore, e l'amore è dovere. Cos'altro può essere cercato? Da L'Angelo Custode».
Le circa dieci stanze nelle quali i due famosi poeti composero alcune delle loro migliori poesie si trovano al primo piano. La mobilia, spesso semplice e funzionale, comprata a volte dai rigattieri fiorentini dalla coppia, è disposta in 4 sale accessibili al pubblico, che sono la sala da pranzo, quella da letto, il salone con i libri e lo studio di Robert, decorato da affreschi su tutte le pareti. Nel creare la casa si è voluto mantenere l'atmosfera di una casa vissuta e reale piuttosto che di un museo, mantenendo l'atmosfera originale anche con oggetti di vita quotidiana. 
L'appartamento è anche disponibile per soggiornare.

## Bibliografia

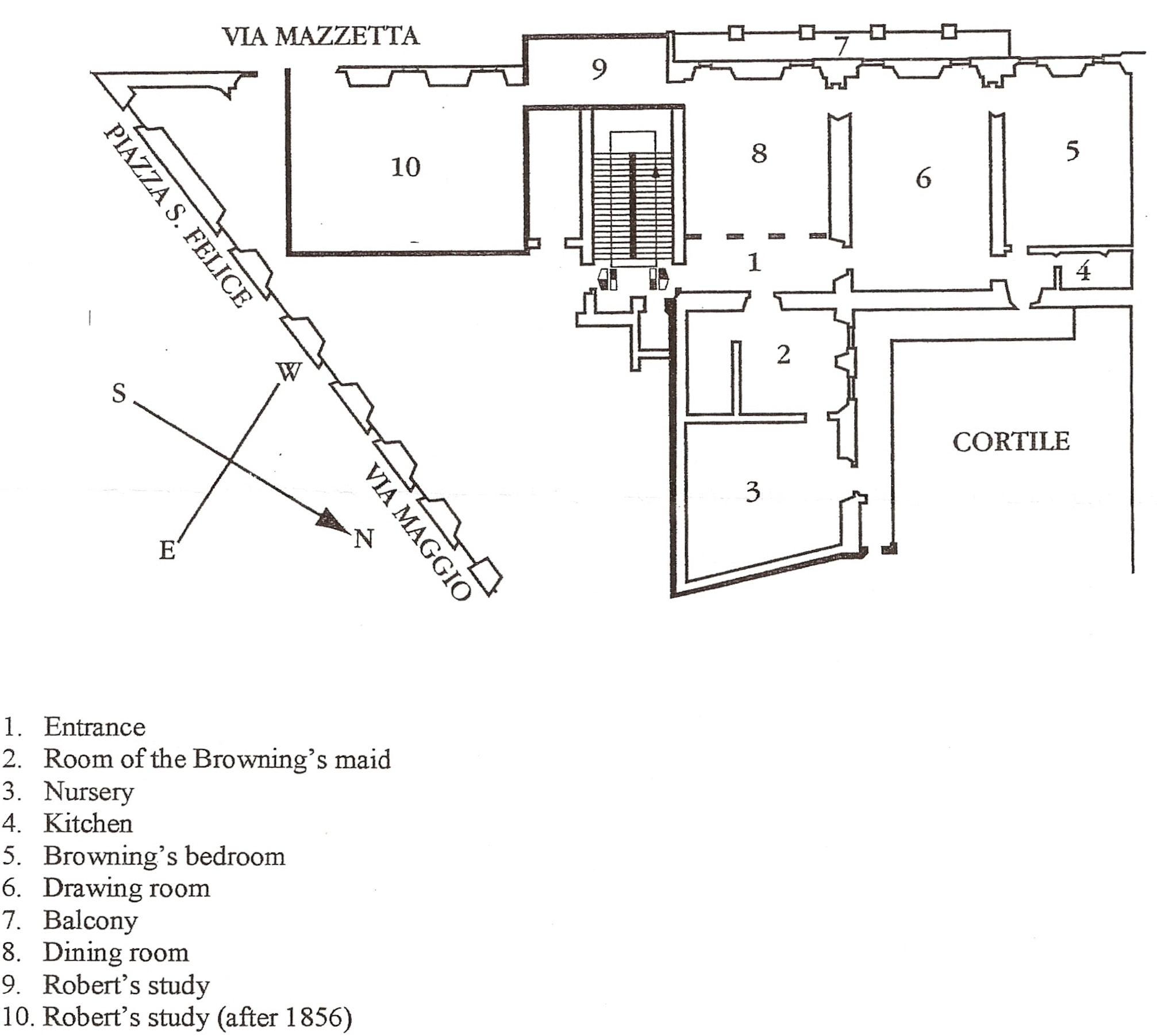
Pianta dell'appartamento dei Browning

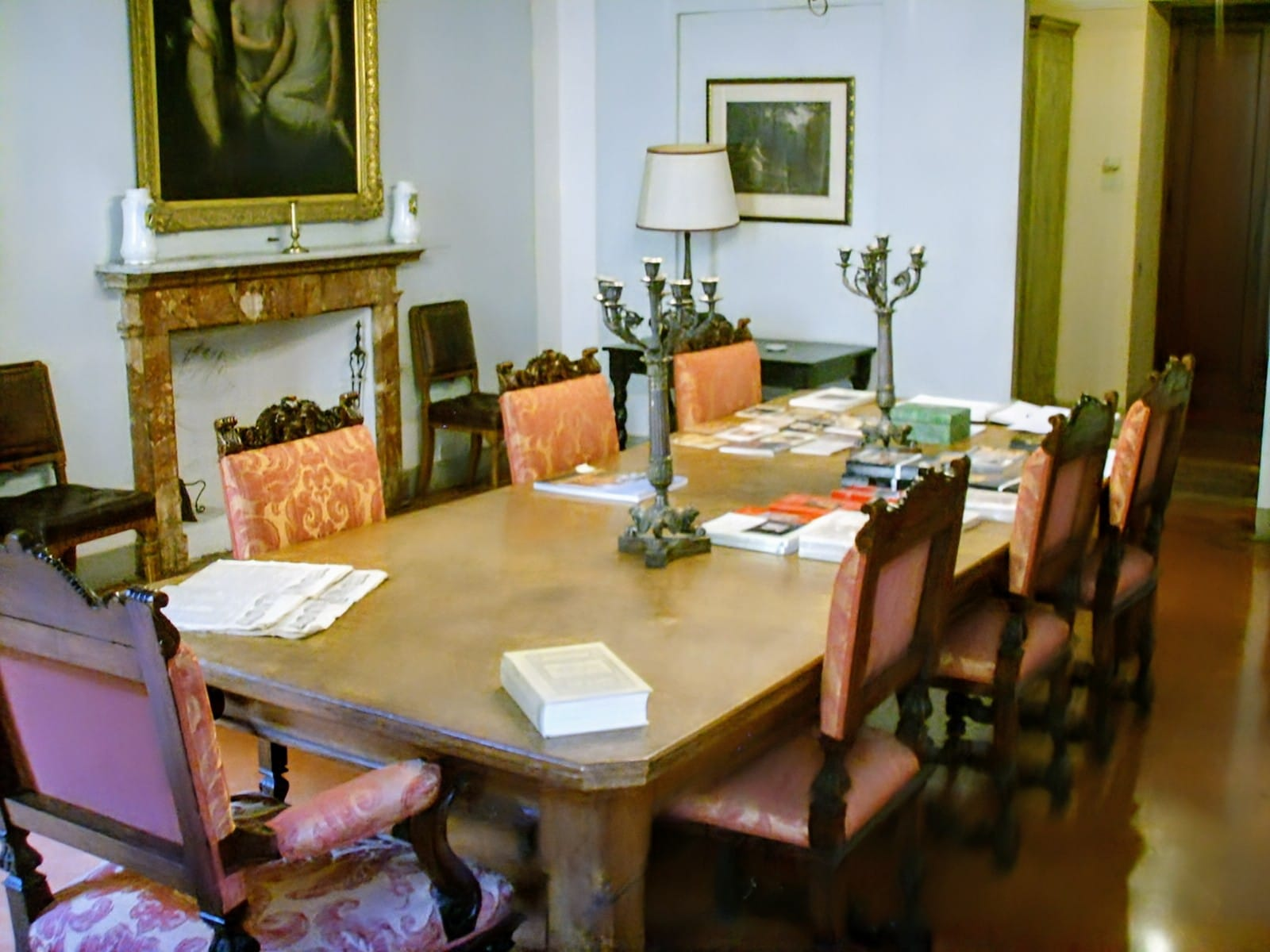
La sala da pranzo